# Martin Prágr
Martin Prágr (* 18. října 1994 Hodonín) je český tanečník, choreograf a lektor tance.

## Život
Martin Prágr začal s tancem ve svých sedmi letech. S partnerkou Denisou Galandžárovou vyhráli mistrovství České republiky v kategorii mládež, vicemistři kategorie do 21 let. Společně soutěžili taktéž na mistrovství Evropy v Moskvě a Stuttgartu či na mistrovství světa na Mallorcce. Pár se věnuje lektorování dětí i dospělých.
V roce 2019 se zúčastnil desáté řady pořadu StarDance …když hvězdy tančí, kde se s biatlonistkou Gabrielou Soukalovou umístili na pátém místě. Vystupoval také v jedenácté řadě v roce 2021, kde tvořil pár s herečkou Simonou Babčákovou. Pár byl vyřazen ve čtvrtém dílu ze zdravotních důvodů Babčákové. V roce 2023 opět zúčastnil pořadu StarDance, ve dvanácté řadě tančil s modelkou a moderátorkou Ivou Kubelkovou, skončili na 4. místě, těsně před branami finále. V roce 2024 se zúčastnil 3. řady reality show Survivor Česko & Slovensko, skončil na 8. místě. Téhož roku byl opět součástí televizního pořadu StarDance …když hvězdy tančí po boku herečky Marty Dancingerové a umístili se na druhém místě.